# Burholt
Burholt eller Buurholt er en Hovedgård beliggende i Brønderslev Kommune i Region Nordjylland (Øster Brønderslev Sogn, Børglum Herred).
Burholt tilhørte i senmiddelalderen, i hvert fald fra 1490erne, Børglum Kloster og kom med andet klostergods ved reformationen til Kronen, der i 1564 pantsatte Burholt til væbner Christoffer Blik, foged på Åstrup Slot.
Efter hans død i 1571 fik slotsfoged på Aalborghus, Palle Nielsen Griis til Slettegård i 1571 tilladelse at indløse gården fra arvingerne, han havde derefter gården som pantlen indtil 1598, men Kronen havde dog allerede i 1573 mageskiftet Burholt til Magdalene Banner, enke efter rigsråden Iver Globsen Krabbe til Krabbesholm.

## Ejere af Burholt
| - 1490-1536 Børglum Kloster - 1536-1564 Kronen - 1564-1571 Christoffer Blik - 1571-1573 Palle Nielsen Griis - 1573-1597 Magdalene Banner gift Krabbe - 1597 Dorte Iversdatter Krabbe gift Lykke - 1597-1602 Erik Lykke - 1602-1620 Hans Eriksen Lykke - 1620-1634 Otto Christensen Skeel - 1634-1642 Karen Ottosdatter Skeel gift Bille - 1642-1654 Sten Holgersen Bille - 1654-1665 Frederik Stensen Bille / Holger Stensen Bille - 1665-1675 Holger Stensen Bille - 1675-1692 Sten Holgersen Bille / Christian Frederik Holgersen Bille Henrik Holgersen Bille / Otto Holgersen Bille - 1692-1710 Sten Holgersen Bille - 1710-1719 Jens Pedersen Brøndlund - 1719-1728 Hans Just - 1728-1734 Sten Clausen Kjærulf - 1734-1757 Peder Himmelstrup - 1757-1776 Anna Hegelund Pedersdatter Kjærulf gift Himmelstrup - 1776-1777 Niels Ifversen Himmelstrup / Peder Ifversen Himmelstrup - 1777-1789 Peder Ifversen Himmelstrup - 1789-1817 Henrik Winde - 1817-1832 Anne Dorthea Mathiasen gift Winde - 1832-1867 Johan Frederik Christoffer Henriksen Winde | Gammel Burholt - 1867-1903 Jacob Kjellerup Johansen Winde - 1903-1934 Christen Pedersen - 1934-1939 Margrethe Jensen gift Pedersen - 1939-1940 Statens Jordlovsudvalg - 1940-1947 Poul Voetmann - 1947-1965 Thomas Christian Thomsen - 1965-1985 Erik Haldrup - 1985-1998 Erik Haldrup / Niels Otto Haldrup (søn) - 1998-2000 Enke Fru Inger Haldrup - 2000 Visti Kræn Møller Ny Burholt - 1867 Johan Fr. Chr. Winde - 1891 Chr. Pedersen - 1909 Niels Hansen - 1916 Chr. Bertelsen - 1928 Aarhus kornkompagni - 1929 Chr. Andersen - A. Spanggaard - 1975 Morten Larsen |